# Cerrado

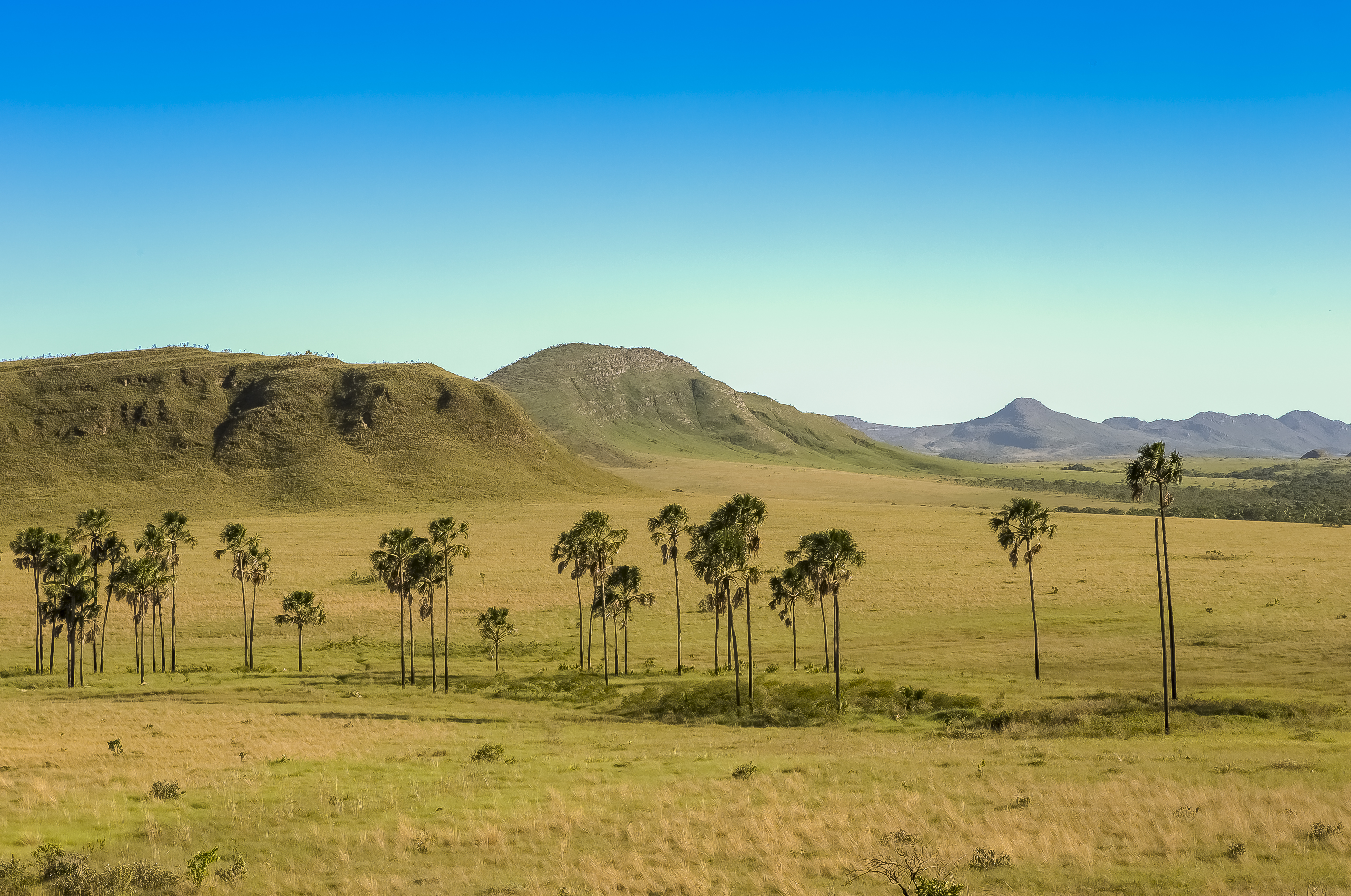
Vedere panoramică spre Cerrado în Goiás.

Cerrado (însemnând „închis” în portugheză) este o regiune geografică în Brazilia care are caracteristici ale unei savane. Conform WWF, este cea mai bogată biologic savană a lumii și cel de-al doilea mai mare ecosistem vegetal în Brazilia, precedat doar de Pădurea Amazoniană.
Cerrado se răspândește pe teritoriul celor nouă unități federative ale țării: Districtul Federal și statele Minas Gerais, Goiás, Tocantins, Bahia, Maranhão, Mato Grosso, Mato Grosso do Sul și Piauí, având o suprafață de 2.045.064 km². Din cauza activității umane este acum unul dintre cele mai amenințate ecosisteme ale Braziliei.